# Palacio de Goyeneche (Pamplona)
El Palacio de Goyeneche es un edificio palaciego del siglo XVIII, situado en el Casco Antiguo de Pamplona. Presenta la fachada de acceso orientada a la Plaza del Castillo, y tiene también fachadas del edificio hacia la mitad de la calle Estafeta y hacia la calle conocida como Bajada de Javier.
Pamplona, como capital del Reino de Navarra, empezó a notar durante el siglo XVII la mayor presencia de una parte de la nobleza hasta entonces asentada en sus viejos palacios cabo de armería, propiciando un auge constructivo en edificios y palacios de nueva planta, como el de los marqueses de San Miguel de Aguyo, de los Mutiloas, de los Navarro Tafalla o de los condes de Guenduláin. Además también será en esta época cuando se levante la fachada del actual ayuntamiento, el palacio episcopal o el viejo Seminario de San Juan.

«El siglo XVIII fue de vital importancia en el devenir de Pamplona, pues a lo largo de aquel período la ciudad se transformó esencialmente.»

«La capital navarra no había conocido ni vivido antes momentos de tanta vitalidad, esplendor y desarrollo en el Antiguo Régimen como lo hizo a lo largo de todo el Siglo de las Luces.»
Pilar Andueza Unanua, 2004

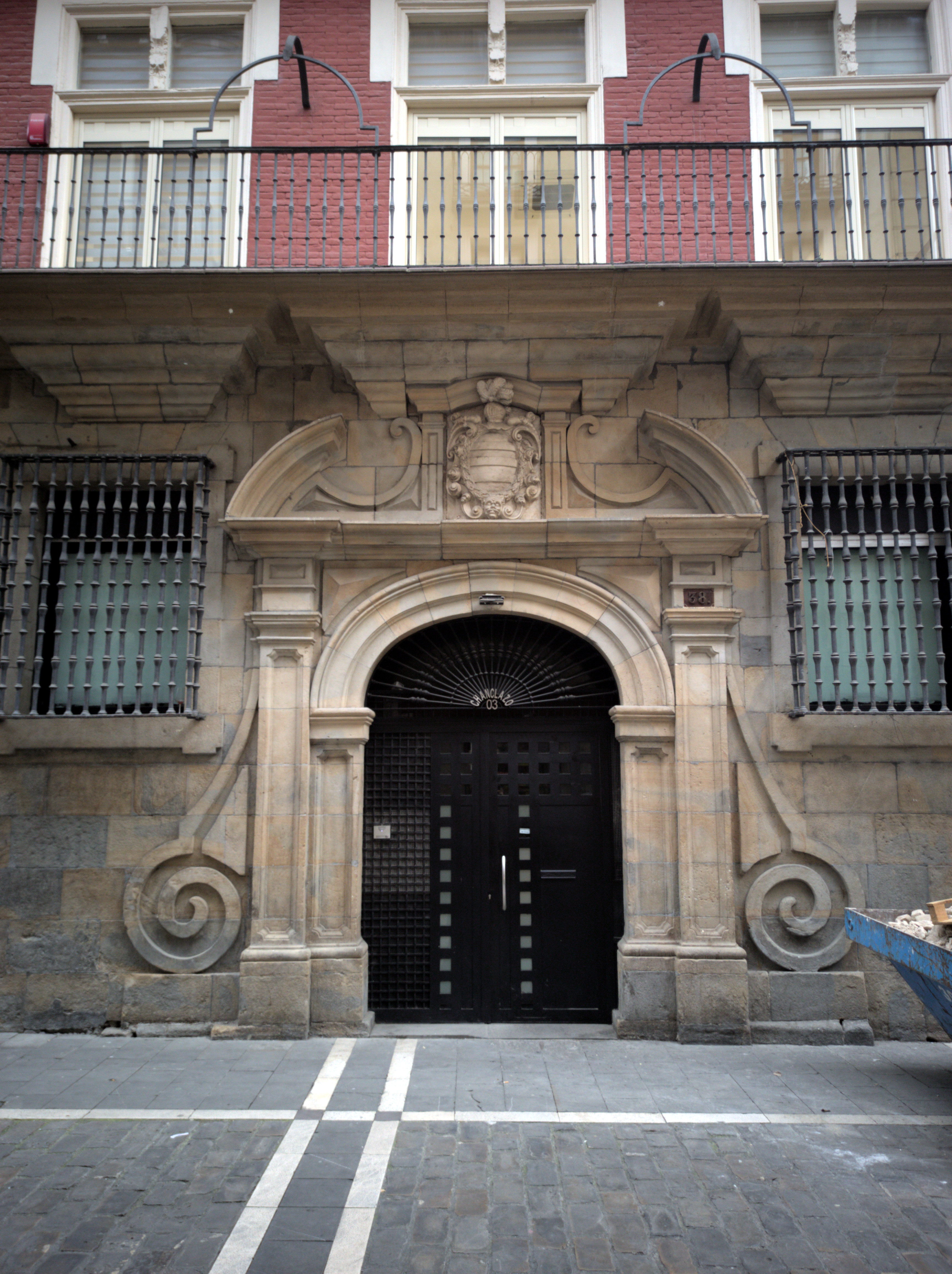
Palacio Goyeneche de Pamplona (fachada a la Calle Estafeta)

## Contexto histórico
Procedentes de Baztán, la familia Goyeneche, dedicada al comercio de la lana, entre otros asuntos, se traslada a Pamplona, siendo uno de los descendientes, Pedro Fermín Goyeneche Baracearte, hijo de Miguel Goyeneche Iriarte, el continuador que, asentado en Pamplona, decide levantar la casa sobre dos solares de su propiedad.
Su padre Miguel era hijo de Juan de Goyeneche y María de Iriarte. Había nacido en Garzáin en 1667. A diferencia de otros miembros de esta familia, decidió situarse en Pamplona, donde consideraba habría mayores oportunidades de prosperar. Se casó con la pamplonesa Josefa Baracearte y tuvieron tres hijos: Pedro Fermín, José y María Josefa.
Durante la primera mitad del siglo XVIII aparecerá su nombre en numerosos protocolos notariales, evidenciando una intensa actividad econonómica y llegando, tanto Miguel como Pedro Fermín, a ser «nombrados administradores de los frutos y rentas de la dignidad episcopal por el obispo don Melchor Gutiérrez Vallejo.»
El 13 de julio de 1716, mediante una cédula de Felipe V, Juan Tomás Goyeneche Irigoyen, primo de Miguel, asume «la administración de todas las estafetas, correos y carreras de postas de todos sus Reinos.»Apenas unas semanas después, el 29 de julio de 1716, nombra a Pedro Fermín como responsable de la administración de la renta de correos y postas del Reino de Navarra. Para tal desempeño establece la primera estafeta de Pamplona en los números 50-52 de la calle de San Tirso (ahora llamada calle Estafeta), aunque en 1718 el cargo en manos de Juan Tomás pasa a Juan de Aspiazu.
Unos años más tarde, fallecido su padre Miguel, Pedro Fermín detentaba un notable patrimonio y creó, para ello, el mayorazgo Goyeneche el 18 de enero de 1738, iniciando el mismo año las gestiones para la construcción de la casa y necesitando adquirir para ello el solar contiguo con el fin de convertir el nuevo inmueble en la casa principal del mayorazgo recién creado. Para finales de año ya poseía el desvencijado inmueble contiguo al suyo, propiedad de Agustín de Ezpeleta, alcalde del Palacio Real de Olite.

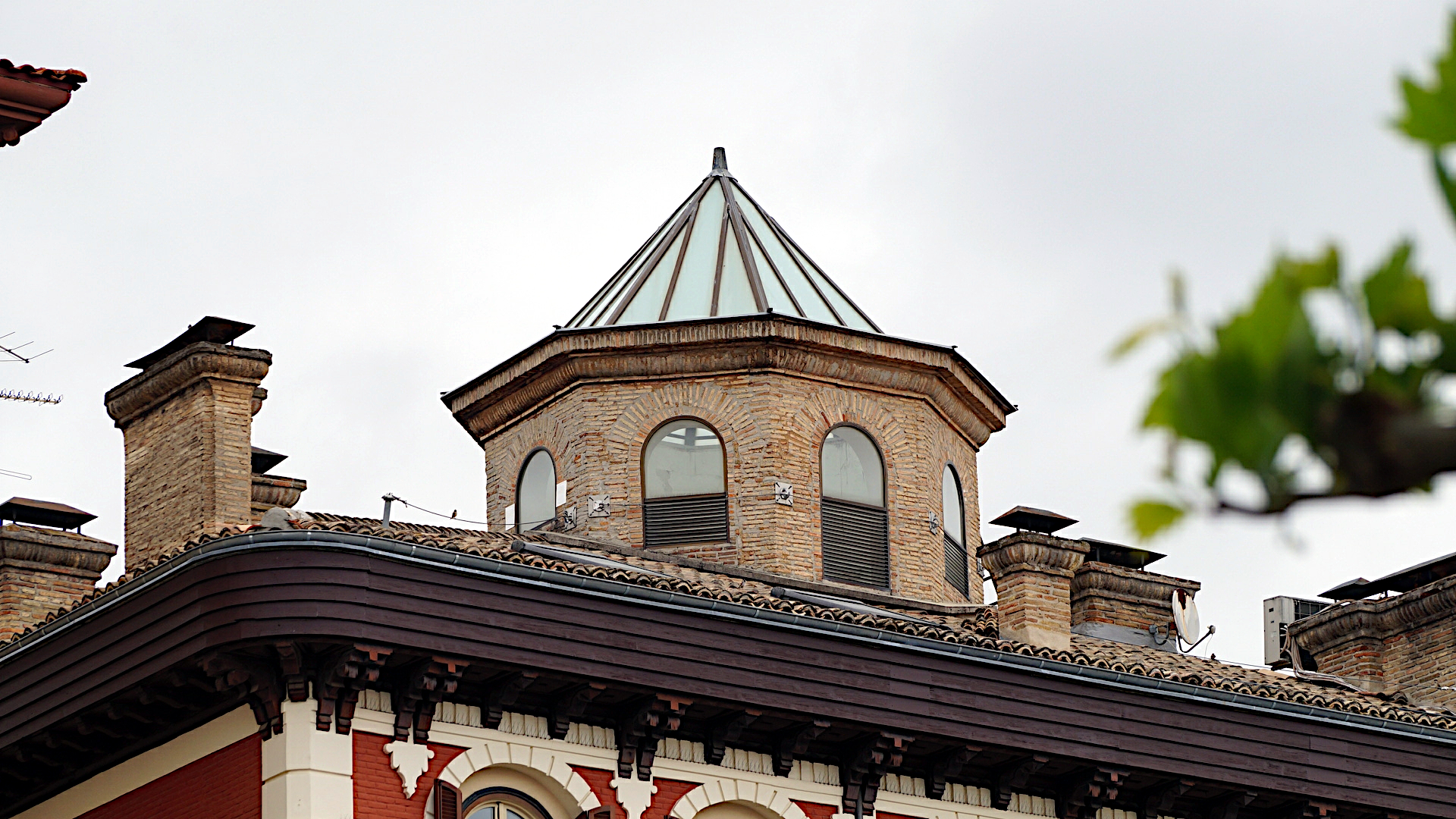
Linterna del Palacio Goyeneche, Pamplona

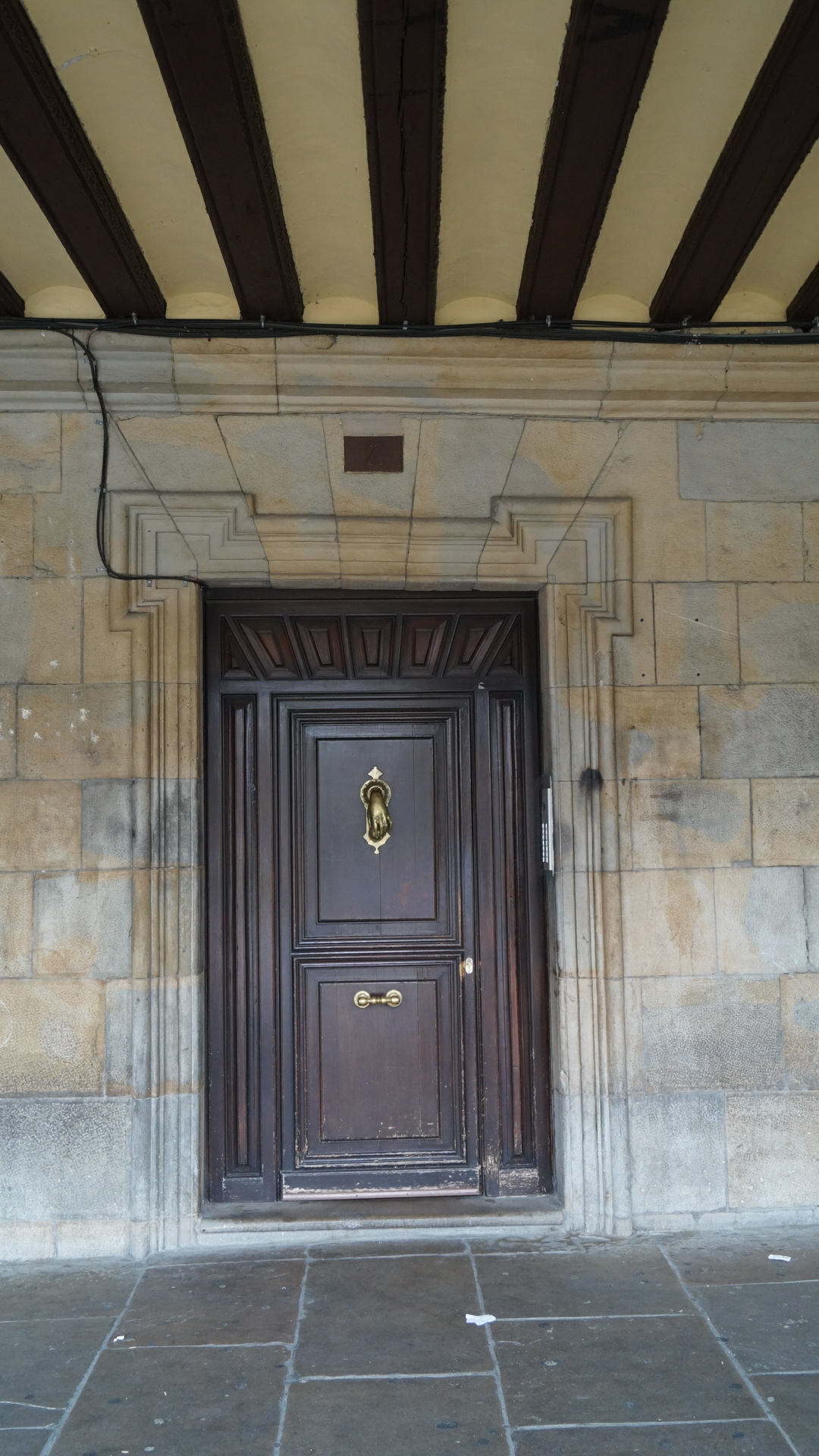
Palacio Goyeneche de Pamplona (fachada a la Plaza del Castillo)

## El edificio
Es un edificio del siglo XVIII, de planta rectangular, con tres fachadas. 
La fachada en la calle de Estafeta (antiguamente llamada Calle de San Tirso) tiene un escudo de armas, lo que indica que este lado es la fachada original del edificio. Sin embargo, actualmente el lado de la Plaza del Castillo se considera la fachada principal del edificio cuando en el siglo XIX se colocaron varias decoraciones en los marcos de los vanos laterales, asumiendo ese papel protagonista. 
La fachada orientada a la Plaza del Castillo, al igual que el resto del edificio, está construido con ladrillo rojo y se estructura en cuatro alturas de seis tramos, mostrando los tres primeros remates rectos en los vanos, mientras que en los tres restantes utilizan una secuencia de arcadas de medio punto.
No hay noticias documentadas acerca de los autores materiales de esta construcción aunque bien pudieron ser los mismos responsables de la construcción del Colegio Seminario de San Juan Bautista (actual sede del Archivo Municipal de Pamplona) realizada entre 1732-1734, de cuyos trabajos Pedro Fermín, como apoderado de Juan Bautista Iturralde, se había hecho cargo. Refuerzan tal hipótesis las similitudes arquitectónicas entre «ambos edificios tanto en materiales, piedra y ladrillo, como en la galería de arcos de medio punto de gran tamaño que forman el ático y muy especialmente los balcones que recorren sus fachadas principales y que sin ruptura giran para continuar en las fachadas laterales.»